# 何碧辉
何碧辉（1904年—1994年），福建厦门人，中华人民共和国政治人物。妇产科专家。
1956年补选第一届全国人民代表大会代表。担任华东军区医院妇产科主任、南京军区八二医院院长等职。